# Nidhögg

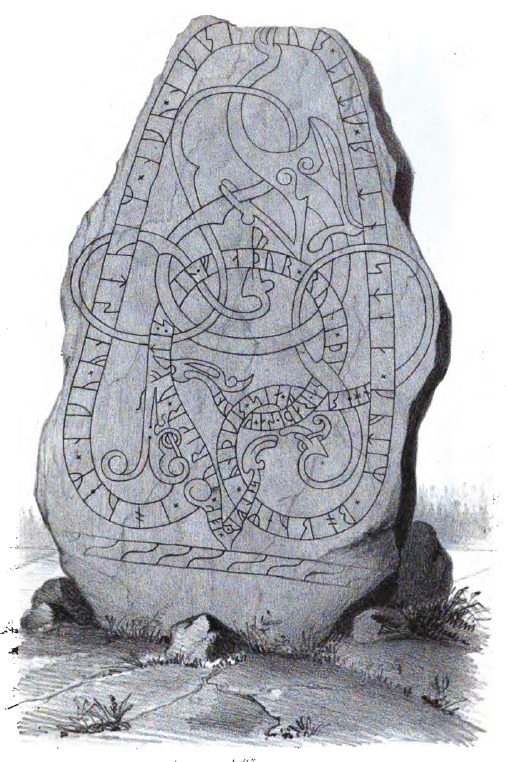
Upplands runinskrifter 887 (1000-tal) som uppvisar en rundrake och en ovanlig bevingad drake. I Valans spådom beskrivs Nidhugg som befjädrad och flygandes över världens pånyttfödelse efter ragnarök (världens undergång), troligen ett sentida inlägg då Nordiska drakar annars vanligen saknar vingar.

Nidhögg eller Nidhugg (fornnordiska: Niðhǫggr, sammansättning av ”nid eller ned + hugg”) är i nordisk mytologi en drake som lever vid Yggdrasils rötter intill älven Vergelmer och gnager på dess rötter. Nidhögg symboliserar på så sätt ondskan i världsalltet som ständigt gnager på livsträdet. Enligt myten vistas Nidhögg också i Hels rike där han suger blodet ur de dödas kroppar. Nidhögg ligger också i ständig konflikt med örnen Hräsvelg (ibland ersatt med tuppen Gullinkambe) som sitter i Yggdrasils topp, medan ekorren Ratatosk springer dem emellan med bud. Nidhögg ligger tillsammans med sju andra drakar – Gravvitner, Moin, Goin, Gravvollud, Ovner, Svavner och Grabak (eller Gråbak) – som alla gnager på världsträdet.

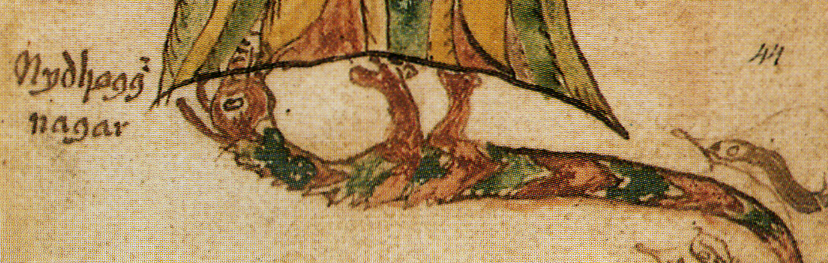
Nidhögg gnager på Yggdrasils rötter i denna illustration från en isländsk skrift från 1700-talet.

## Efter ragnarök
Nidhöggs roll som ondskans och undergångens symbol återkommer i Valans sista spådom i Voluspá. När asarnas rike har störtats skapas i ett tydligt återfödelsetema återigen ett rike där Balder och Höder skall regera. Men när detta rike vuxit fram spår Valan i en syn att "Dunklets drake" skall skådas i fjärran, och att han bär lik i sina fjädrar. Nidhögg sveper över slätten och det står klart att även denna nya värld ska gå under och att gudarnas barn ska möta sin egen Ragnarök.
| Fornnordiska: Þar kømr inn dimmi dreki fljúgandi, naðr fránn, neðan frá Niðafjǫllum. Berr sér í fjǫðrum —flýgr vǫll yfir— Níðhǫggr nái— nú mun hon søkkvask. | Direktöversättning: Där kommer hin dimme drake flygande, näder frän, nedan från Nidafjällen. Bär sär i fjädrarna —flyger vall över— Nidhugg lik— nu mån hon sjunka | Översättning: Då kommer dunklets drake flygande, en blank orm, nedifrån, från Nidafjällen. I fjädrarne bär, och flyger över slätten, Nidhogg lik. Nu skall hon sjunka. (Valans spådom, översätting av Erik Brate) |